# 王文翰

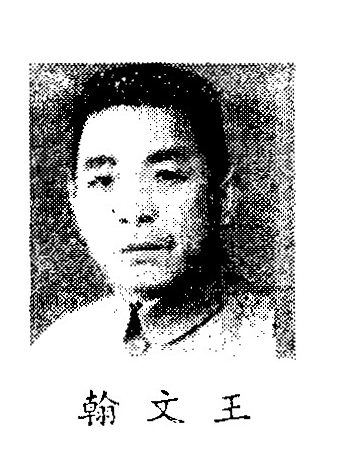

王文翰（1889年—1951年），别字镇城，浙江奉化人。中华民国大陆时期军事人物、企业家，中将军衔。

## 生平
生于清末浙江省宁波府奉化县。早年毕业于保定陆军军官学校第三期步科。后赴日本留学，学习军事，毕业于日本步兵学校第十六期。
回国后受聘浙江陆军讲武学堂，先后担任教习、监督。曾任北洋军陆军第十三师团长、参谋长。
1925年，赴广州，受聘于黄埔军校，出任校长办公厅副官处长。历任國民革命軍第一軍第一旅三团党代表、国民革命军总司令部副官处少将处长、国民革命军总训练部少将专门委员、国民政府军事委员会军事参谋团副教育长。期间曾参加孙文主义学会。1927年前后任国民革命军第20师师长。同年8月26日，20师与朱德率领的南昌起义先遣部队在江西瑞金以北的壬田镇遭遇，王文翰部被朱德部和贺龙率领的第20军援军击溃，起义军遂夺取瑞金。
北伐军占领江浙后，任浙江水警厅厅长（后改名为外海水警局长）。1927年12月起，兼任宁属剿匪指挥官。次年3月起，职权扩大，兼任宁绍台温四属剿匪指挥官。1928年，捐资8万元，筹建鄞奉公益医院。1929年3月，就任国民党鄞县县党部监察委员。1930年，浙东银行成立，出任银行董事长（经理为孙性之）。1931年初因各省剿匪指挥部裁撤，卸任四属剿匪指挥官一职。1931年参与兴建灵桥，任改建老江桥筹备委员会甬筹备处主任，后于1934年任筹备主任。1932年9月，因“经费支绌，办事困难”，辞去浙江外海水警局长职务，由欧阳格接任。
1933年宁波旅沪同乡会蒉延芳、张继光等15人集资银圆70万元，发起成立商营宁穿长途汽车股份有限公司，运营宁波城区（鄞县城厢）至穿山、柴桥，盛垫至横山码头两条线路，王文翰任总经理。后担任宁波商会会长。1937年抗日战争爆发后，浙江省政府指示建立官商合办宁波食粮运销公司，王文翰任董事长兼总经理（几个月后总经理改由洪宸笙接任），次年停办。1938年冬，因接任浙江省公路局长故，辞任宁波商会主席一职。
抗日战争中，任国民政府军事委员会中将参议。1945年抗战胜利后，应厉树雄之请，任宁波最大的重工业企业永耀电力公司总经理
。1947年违抗国民党中央指示，在鄞县竞选第一届国民大会代表成功。之后国民党中央指示王文翰将国大代表资格退让给青年党籍候选人陈荇荪，王赴南京抗议未果，只得退让给陈。1947年末，收购经营不善的原国民党鄞县县党部机关报《宁波日报》，任董事长，旋将《宁波日报》与沈友梅主办的《宁波大报》合并，由沈出任《宁波日报》社长。1949年5月23日解放军占领宁波前夕，沈友梅携机器及部分员工迁往定海（该部分员工后于同年7月5日起改组出版《浙海日报》直至国军撤退），王遂停办《宁波日报》。
中共占领宁波后留大陆。一度任宁波市第一届各界人民代表会议代表（第一至第三次会议）、宁波市第一届协商委委员（第一次会议）。1951年4月30日，以“曾任反动军队要职，残害工农红军、革命志士、无辜人民，杀人如麻，掠夺霸占民财，资械俞匪济民，解放后扰乱金融，窝藏匪特，联络战犯陈诚要求‘任务’，勾结俞匪济民”的罪名，在镇压反革命运动中遭共產黨殺害，财产全部没收。

## 遗迹
- 王宅，今位于宁波市海曙区中山西路257号，建于1935年，占地面积约为1250平方米。系混凝土、砖、木混合结构，由五幢二至三层西式建筑风格的主楼、偏房组成。系宁波市市级文物保护点，宁波市近现代优秀建筑[27]。日军占领宁波期间（1941-1945年），曾为芝原平三郎指导的“宁波特务机关”占据[28]。王被镇压后至二十世纪八十年代曾为宁波地委、专区公署（地区公署）办公场所[29]。
- 王文翰侧室旧居，今位于浙江省宁波市海曙区惠政巷[30]。
- 下王渡王宅（也称王文翰旧居，与前者有别），今位于浙江省宁波市奉化区江口街道下王渡村，是王文翰祖居[31]。现存建筑为两层小楼，建于1931年，中西合璧建筑风格，占地总面积958平方米，2006年成为宁波奉化市（区）级文物保护点。2017年12月因建设宁南物流园区农副产品物流中心需要，下王渡村需整体拆迁，文保部门将该建筑向东北方向平移百余米[32]。